# Kotagede
Kotagede, ook Kota Gede en Kutagede , is plaats en onderdistrict (kecamatan) in Jogjakarta, de hoofdstad van het gelijknamige bijzonder district, op het Indonesische eiland Java.
Kotagede was de eerste hoofdstad van het Koninkrijk Mataram. 
|  |

## Verdere onderverdeling
Kotagede is in 2010 onderverdeeld in 3 wijken (kelurahan);
| Plaats code | Naam kelurahan, plaatsen, wijken | Inwoners in 2010 | Inwoners in 2019 |
| ----------- | -------------------------------- | ---------------- | ---------------- |
| 001         | Prenggan                         | 10.694           | 11.355           |
| 002         | Purbayan                         | 8.973            | 10.238           |
| 003         | Rejowinangun                     | 11.485           | 12.718           |

|  |